# L'orizzonte della notte
L'orizzonte della notte è un romanzo giallo dello scrittore italiano Gianrico Carofiglio pubblicato da Einaudi nel 2024. Si tratta del settimo romanzo della serie I casi dell'avvocato Guerrieri, costituita da quattro romanzi pubblicati da Sellerio e tre da Einaudi.

## Trama
L'avvocato Guido Guerrieri vive un momento molto delicato della sua esistenza: alla soglia dei sessant'anni viene lasciato dalla fidanzata Annapaola, e la morte per malattia della sua storica ex Margherita lo precipita in una profonda depressione. Nemmeno il lavoro, che fino ad allora era riuscito ad alleviare le sue pene esistenziali, sembra offrirgli stimoli, fino al momento in cui il suo amico Ottavio (titolare dell'Osteria del Caffelatte, il bar/libreria preferito da Guerrieri) lo chiama con urgenza: nel locale si è presentata la sua amica Elvira Castell, fascinosa quarantenne, la quale ha appena ucciso l'ex cognato Giovanni Petacci.
Spinta da Guerrieri a costituirsi Elvira viene arrestata, e l'avvocato accetta di difenderla nonostante il caso appaia fin da subito molto difficile: i rapporti tra la vittima e l'assassina erano molto tesi, poiché lei lo riteneva il responsabile morale della morte della sorella gemella Elena, suicidatasi dopo esser stata stalkerizzata e molestata dall'uomo, incapace di rassegnarsi alla fine della loro relazione; Petacci inoltre occupava abusivamente un appartamento di cui Elvira è proprietaria. La donna dichiara comunque di averlo ucciso accidentalmente durante un litigio, sparandogli con una pistola da collezione appartenuta a suo padre. Sussistono però molti punti oscuri: la donna non riesce a ricordare molti dettagli importanti, sebbene sia evidente che ricorda con lucidità l'omicidio; la possibilità di finire in prigione, inoltre, non sembra turbarla: Guerrieri inizia a domandarsi se ella sia stata resa insensibile dal dolore per la morte di Elena, o se al contrario sia stata sin dall'inizio intenzionata a uccidere Petacci e dunque consapevole delle conseguenze.
Nonostante i suoi dubbi, Guerrieri svolge impeccabilmente la sua indagine: sulla base di alcuni vaghi indizi cerca di dimostrare che Elvira si stava difendendo da un'aggressione del Petacci, e con l'aiuto del fidato detective Carmelo Tancredi scopre che l'uomo era violento e dedito a traffici illeciti; Tancredi riesce a contattare alcune ex della vittima, che testimoniano di essere state a loro volta molestate da lui. Guerrieri, infine, si avvale della consulenza di alcuni psicologi, che danno una spiegazione scientifica alle amnesie di Elvira. La vicenda giudiziaria si protrae per circa un anno, durante il quale Guerrieri affronta le sue difficoltà personali sottoponendosi a dolorose sedute di psicanalisi col dottor Carnelutti, che si intrecciano inevitabilmente al caso di Elvira. Al termine del processo, Elvira Castell viene dichiarata colpevole; le prove addotte da Guerrieri servono comunque a farle riconoscere tutte le attenuanti, garantendole il minimo della pena. Al termine della storia, Guerrieri si chiede se sia ancora felice di fare l'avvocato, lasciando il suo futuro professionale incerto.

## Edizioni
- Gianrico Carofiglio, L'orizzonte della notte, Einaudi, 2024,  p. 288, ISBN 978-8806256111.